# Union sportive stade tamponnaise
 (juillet 2017).
Si vous disposez d'ouvrages ou d'articles de référence ou si vous connaissez des sites web de qualité traitant du thème abordé ici, merci de compléter l'article en donnant les références utiles à sa vérifiabilité et en les liant à la section « Notes et références ».
Maillots
L'Union sportive stade tamponnaise (USST) fut un club réunionnais de football basé au Tampon. Durant les années 1990 jusqu'à sa disparition en 2014, il fit partie des meilleurs clubs de l'île de la Réunion en réussissant notamment à gagner 7 titres de champion en 10 ans.

## Historique
En 2003, elle réalise le triplé (championnat, Coupe régionale de France et Coupe de la Réunion) et devient le troisième club réunionnais de l'histoire à réaliser un tel exploit. En 2008, il a fallu attendre la dernière journée avant de voir la JS Saint-Pierroise s'emparer du titre. Pour autant, en 2009 et en 2010, la Tamponnaise remporte de nouveau le titre de champion. En 2006, lors du 7e tour de la Coupe de France, elle inflige un sévère 7-0 au Sporting Club Schiltigheim club de CFA.
En 2010, elle s'incline au second tour de la Ligue des Champions de la CAF contre le club égyptien d'Ismaily SC.
En 2011, la Tamponnaise devient le tout premier vainqueur de la Coupe des clubs champions de l'océan Indien. Cette même année, elle remporte aussi la Coupe régionale de France.
Le 20 juin 2012, le président de l'USST Guy-Noël Picard ainsi que le bureau, annoncent leurs démissions à la suite d'une crise financière que connaît le club ainsi que la commune du Tampon, mais finalement revient sur sa décision à la suite d'une sortie de crise partielle de la ville. Malgré une saison 2012 plombée par la situation administrative du club, la Tamponnaise parvient à terminer deuxième et remporte la Coupe de la Réunion.
En 2014, la situation du club devient catastrophique. Avec 900 000 € de déficits le club de l'USS Tamponnaise dépose le bilan. Sa liquidation judiciaire est prononcéele 17 juin 2014 par le Tribunal de Grande instance de Saint-Pierre (Réunion).

## Palmarès
- Championnat de La Réunion (10)
  - Champion : 1991, 1992, 1999, 2003, 2004, 2005, 2006, 2007, 2009 et 2010

- Coupe de La Réunion (7)
  - Vainqueur : 1991, 2000, 2003, 2008, 2009 et 2012
  - Finaliste : 1999, 2004 et 2010

- Trophée des Champions de la Réunion (2)
  - Vainqueur : 2009 et 2011

- Coupe des clubs champions de l'océan Indien (1)
  - Vainqueur : 2011

- Ligue des champions de la CAF :
  - Deuxième tour : 2008, 2009 et 2010

- Coupe d'Afrique des vainqueurs de coupes
  - Quart de finale : 1994

- Coupe de la CAF
  - Quart de finale : 1996

- Coupe des DOM-TOM (2)
  - Vainqueur : 2004 et 2007

## Entraîneurs successifs
- François Rossi 1987
- Jean-Marc Nobilo 1988-1990
- Farès Bousdira 1991-1994
- Marc Collat 1995
- Eric Boyer juillet 1995-septembre 1995
- Patrice Ségura octobre 1995
- Dominique Carlier 1996-juillet 1997
- Thierry Robert août 1997-2001
- Farès Bousdira 2002
- Fathi Chebel 2003-2005
- Jean-Pierre Bade 2006-2008
- Eric Boyer et Gilles Henriot 2009-2013
- Eric Boyer 2009-2014